# 希爾斯堡球場
希爾斯堡球場（英語：Hillsborough Stadium）是位于英格兰南约克郡的城市的全坐席足球運動場，為谢周三足球俱乐部的主場球場。錫周三由舊主場「橄欖園」（Olive Grove）遷移至此，自球場在1899年9月2日揭幕進行首場球賽一直佔用至今。目前球场共有39,812个座位，成为该市最大的球场。球場內大部分座位有遮蓋。它位於市郊的奥拿顿（Owlerton），但以所在地的議會選區「雪菲爾希爾斯堡」（Sheffield Hillsborough）命名。

## 歷史

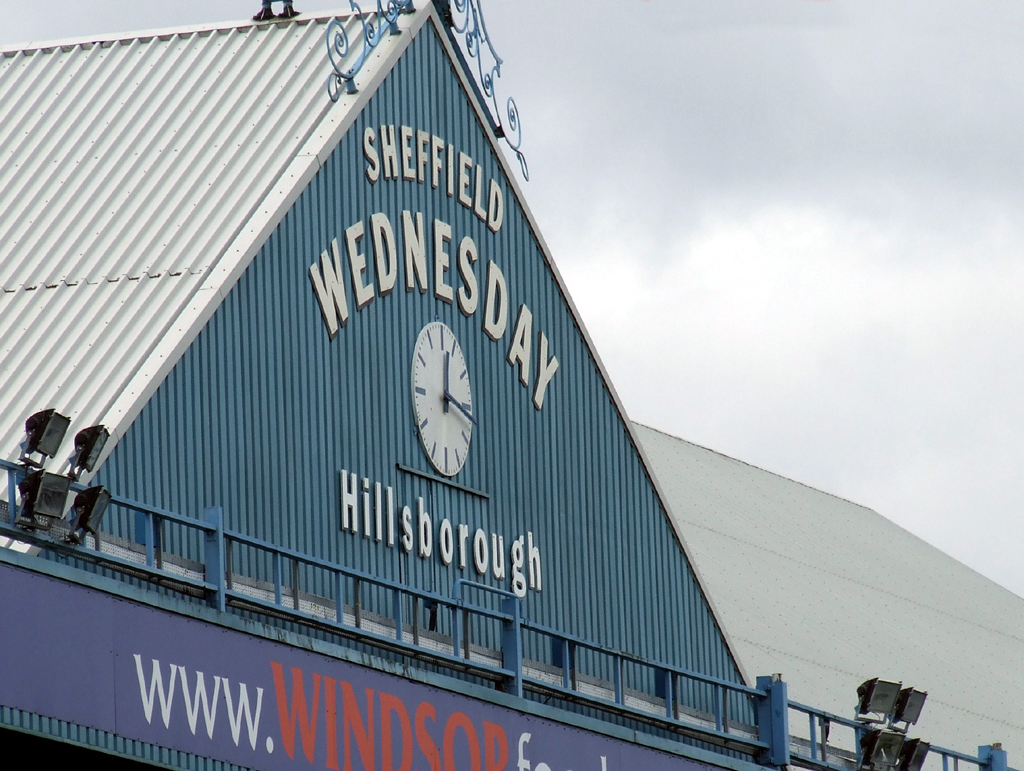
在現時「南看台」具有124年歷史著名的鐘頂

在1898年至1899年度賽季期間，謝菲爾德星期三被告知當時租用的舊主場「橄欖園」（Olive Grove）將被徵用為鐵路興建擴展用地。他們被允許該賽季剩餘時間使用該球場，但必須於下個賽季找到一個新的場地，儘管謝菲爾德星期三考慮並審議了幾個地點，但由於種種原因及意見未能通過。米德蘭鐵路公司也提出替代/建議方案，但該方案不符合俱樂部的需求而未能通過。

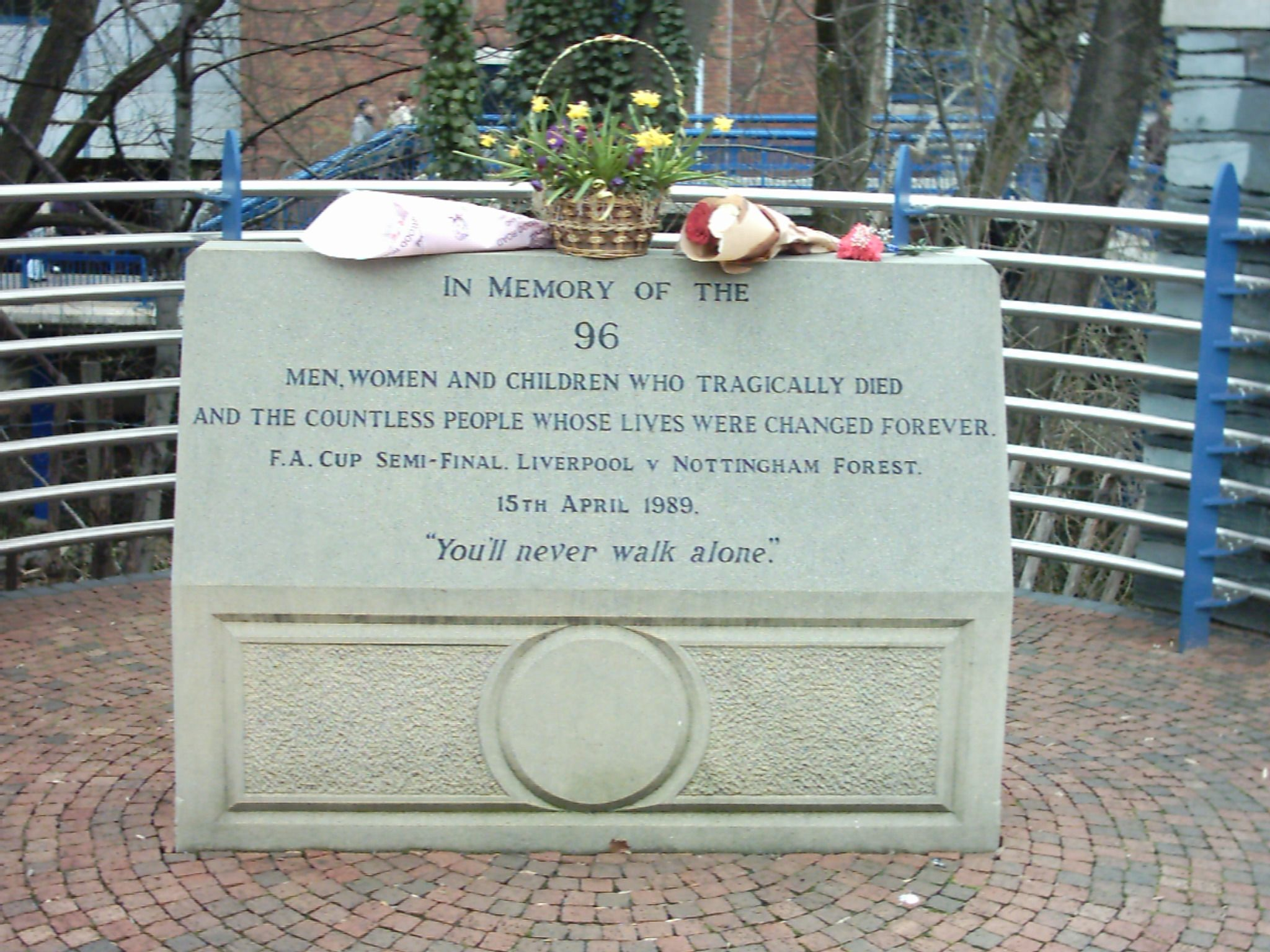
希爾斯堡慘劇紀念碑

### 希爾斯堡慘劇
1989年4月15日，在足總杯半決賽上，希爾斯堡球場內發生了97名利物浦球迷被當場壓死的災難。
這促使該球場及全國各地球場採取了一系列改善安全的措施；在接下來的四年裡，所有的站立看台被改為坐席，球場周圍的柵欄也被替換成低矮的安全屏障，在發生緊急情況時可以將人群疏散到球場上。

### 全坐席時期

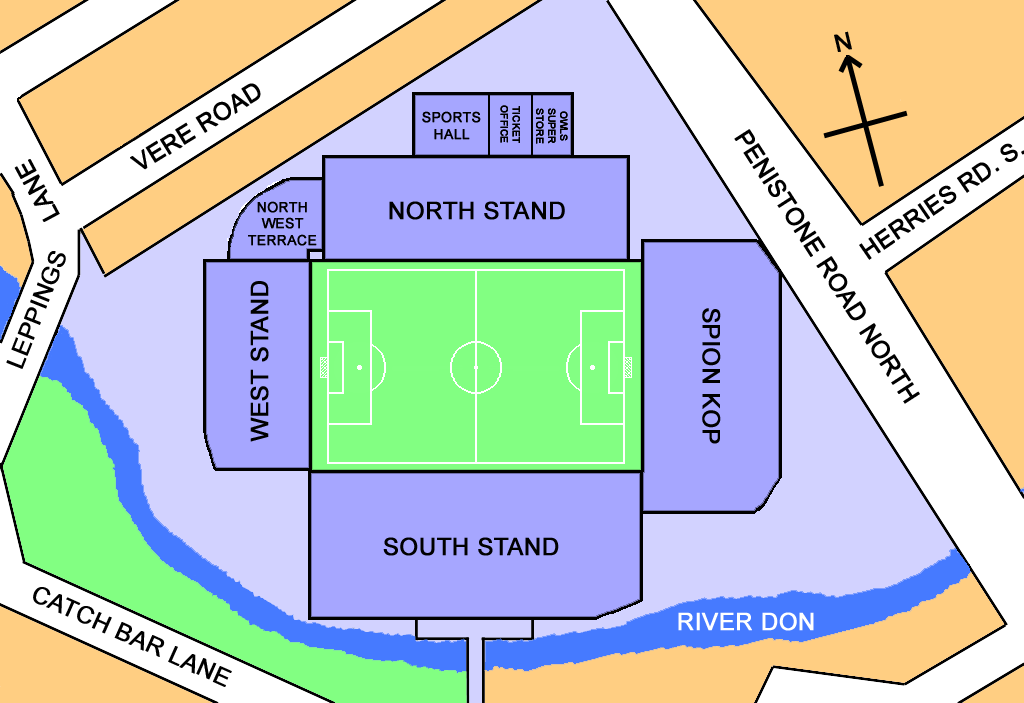
希爾斯堡球場平面圖及周邊地區

- 2006-07年: 23,638 (冠軍聯賽)
- 2005-06年: 24,853 (冠軍聯賽)
- 2004-05年: 23,100 (甲組聯賽)
- 2003-04年: 22,336 (乙組聯賽)

### 希爾斯堡洪水
2007年6月25日於當地持續下大雨的情況下，頓河（River Don）決堤，希爾斯堡球場頓時發生水浸，整個球場的水深達到數英呎，更衣室、餐廳和廚房及董事室全部遭水浸，票房與精品店亦不能悻免，很多當地的房屋也受到影響。清理工作花費數月才告完成，幸好水浸在球季結束後發生，錫周三的賽程只受到些微影響。球場損失數以百萬英鎊，2008年6月25日在「南看台」下設置的洪水紀念碑正式揭幕。

## 看台及其他建築物

### 貓頭鷹超級精品店
「貓頭鷹超級精品店」（Owls Megastore）是錫周三官方精品旗艦店，位於「北看台」下方。它與毗連的票房於「希爾斯堡洪水」時遭到嚴重破壞。分隔精品店與票房的牆壁最終被拆卸，數個月後一間面積大增的精品店再次開幕，而票房則重置於店內一個角落。

### 希爾斯堡球場行人天橋

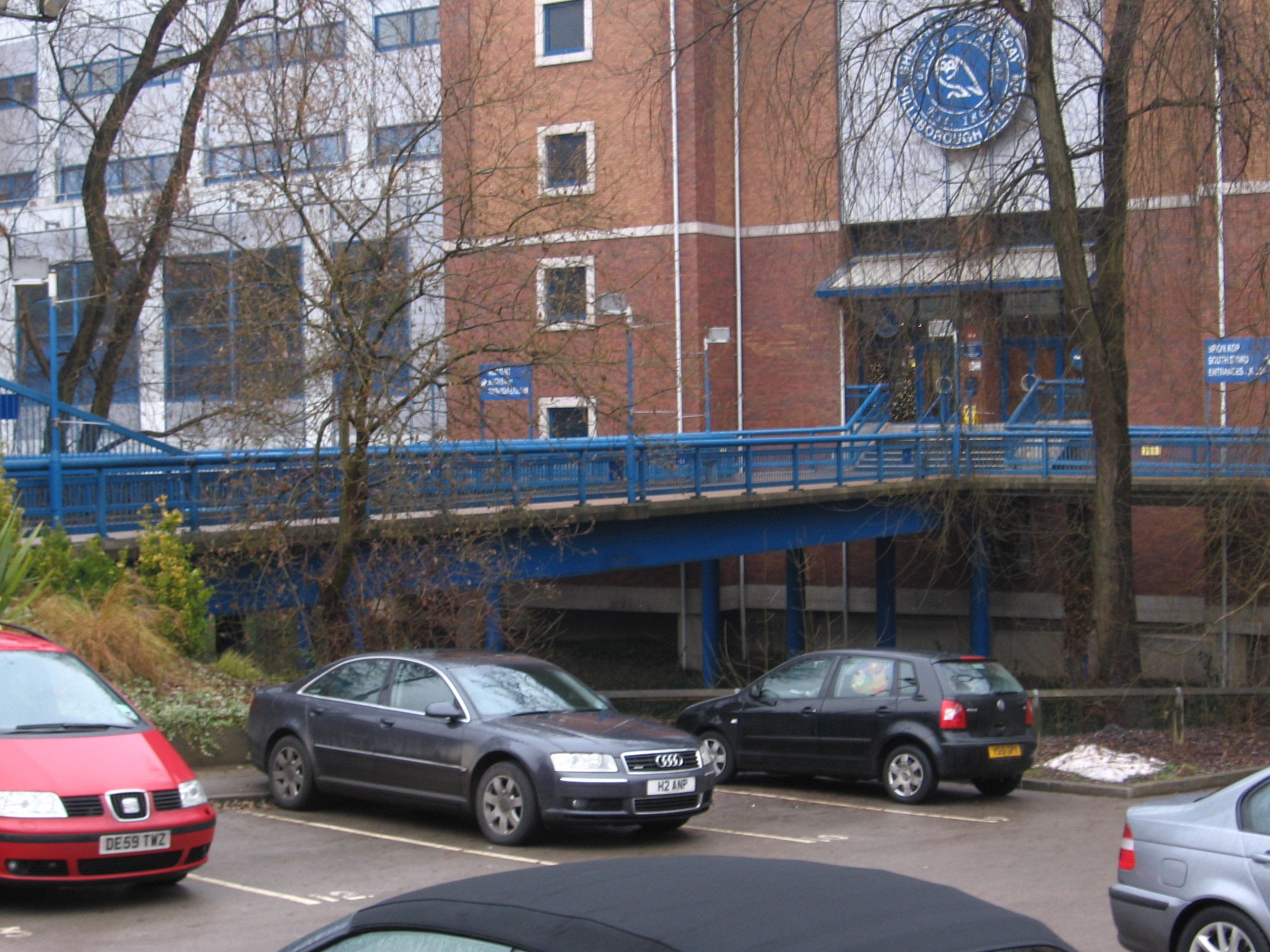
希爾斯堡球場行人天橋

希爾斯堡球場行人天橋橫跨頓河（River Don），修建於歐國盃舉行前的1996年，讓行人可以直達重建的「南看台」。天橋將帕克賽德路（Parkside Road）及周邊地區連接到希爾斯堡球場的主入口。

### 其他
有數間餐廳如杜利（Dooley's）和謝里登套房（Sheridan Suite）等位於球場周圍，大部分位於「南看台」。

## 球場提升計劃
錫周三於2009年夏季宣佈金額達到2,200萬英鎊的球場改善工程計劃，並將容量由當時的39,812座增加至44,825座，而在場內將可無遮擋地觀賞球賽。計劃預計於2013年完工，其時球場將會達到國際足協作為舉行世界盃賽事的球場標準。計劃詳情如下：
- 消除目前的支柱支撐屋頂的Kop看台和安裝一個'經典'屋頂結構
- 添加一個角落裡南北之間立場，Kop看台用中型圓孔的座位底下，讓風在球場上獲得
- 添加一個屋頂的西北角
- 卸下柱子和屋頂，西看台和更換屋頂
- 刪除本層西看台上的傾斜，使今天的上層 繼續在球場水平
- 添加一個新層以上目前上層西看台上以'新的具體學習區'上層之間的新的和現在的上層
- 翻新外觀的西看台
- 拆除的大型商店，健身房後面北站
- 擴展北站到創建'在歐洲最大的教室'以及'企業區'和17箱
- 改進佈局南看台的體育場，體育場周圍的平面圖，以符合國際足聯的要求
- 改進的停車場和體育場訪問
- 添加雨水收集和太陽能電池技術
- 拆卸現有的體育場南看台之間的控制和西站，搬遷到角落之間的Kop看台及南看台
- 添加電視屏幕的角落裡，屋頂的Kop看台之間的北站和南站。
- 新的大橋橫跨 頓河入境到西站，與十字轉門的另一邊河給出了詳細的重建計劃。

### 工程進度
- 整項改善工程計劃於2009年10月20日獲批動工許可證，截至2018年11月工程尚未開始，由於英格蘭未能成功申辦2018年世界杯，重建計劃已被擱置，何時開始甚至是否會開始，均未得到確認。
- 2022年，錫周三將希爾斯堡球場的原泛光照明系統更換為Midstream Lighting的Modus S1500。[原照明系統為自1990年代以來一直使用的約168個泛光燈。]，除此之外也新增LED泛光燈安裝(包含60個LED泛光燈和一個燈光秀功能)在希爾斯堡球場的北看台和南看台，提供更高標準的照明，滿足英甲和英冠聯賽的要求，並大大提升了球迷的比賽日體驗。
- 塗鴉藝術家盧克·霍頓（Luke Horton）正在球場外的牆壁上繪製新的錫周三球迷畫作，每個無臉角色的臉上都添加了用約克郡方言表達的足球俚語。

## 國際賽
希爾斯堡曾用作1966年世界盃及1996年歐洲國家盃的舉行場地。在興建溫布萊球場以前，英格蘭國家隊有時亦會使用希爾斯堡作為主場球場。
| 日期          |          | 賽果 |          | 競賽                 | 入場人數 | 備註 |
| ------------- | -------- | ---- | -------- | -------------------- | -------- | ---- |
| 1920年10月4日 | 英格兰   | 5–4  | 苏格兰   | 英國本土四角錦標賽   | 35,000   |      |
| 1962年10月3日 | 英格兰   | 1–1  | 法國     | 1964年歐國盃外圍賽   | 35,380   |      |
| 1966年7月12日 | 西德     | 5–0  | 瑞士     | 1966年世界盃分組賽   | 36,000   |      |
| 1966年7月15日 | 西班牙   | 2–1  | 瑞士     | 1966年世界盃分組賽   | 32,000   |      |
| 1966年7月19日 | 阿根廷   | 2–0  | 瑞士     | 1966年世界盃分組賽   | 32,000   |      |
| 1966年7月23日 | 西德     | 4–0  | 乌拉圭   | 1966年世界盃半準決賽 | 34,000   |      |
| 1973年9月26日 | 北爱尔兰 | 0–0  | 保加利亚 | 1974年世界盃外圍賽   | 6,206    |      |
| 1996年6月9日  | 葡萄牙   | 1–1  | 丹麦     | 1996年歐國盃分組賽   | 34,993   |      |
| 1996年6月16日 |          | 3–0  | 丹麦     | 1996年歐國盃分組賽   | 33,671   |      |
| 1996年6月19日 | 土耳其   | 0–3  | 丹麦     | 1996年歐國盃分組賽   | 28,951   |      |

## 英格蘭申辦2018及2022世界盃
2009年12月16日希爾斯堡球場獲英格蘭足球總會挑選作為申辦2018年及2022年世界盃建議的15個場地之一。

## 外部連結
- http://news.bbc.co.uk/local/sheffield/hi/people_and_places/history/newsid_8217000/8217675.stm （页面存档备份，存于） The History of Hillsborough Stadium – BBC Sheffield
- Hillsborough Stadium Information at Sheffield Wednesday official website
- Hillsborough （页面存档备份，存于） at Google Maps
- Hillsborough stadium review from thisisfootball.co.uk